# Paralola buresi
Genre
Espèce
Paralola buresi, unique représentant du genre Paralola, est une espèce d'opilions laniatores de la famille des Phalangodidae.

## Distribution
Cette espèce est endémique de Bulgarie. Elle se rencontre dans les grottes Jeskyní Temnata dupka.

## Description
Le mâle holotype mesure 1,40 mm.

## Étymologie
Cette espèce est nommée en l'honneur d'Ivan Yosifov Buresh.

## Publication originale
- Kratochvíl, 1951 : « Výsledky bulharské biospeologie v jeskyní Temnata dupka. » Ceskoslovenský Kras, vol. 4, p. 8–12.